# Graefe's Archive for Clinical and Experimental Ophthalmology
Graefe's Archive for Clinical and Experimental Ophthalmology (skrót: Graefe's Arch. Clin. Exp. Ophthalmol.) – naukowe czasopismo okulistyczne o zasięgu międzynarodowym; wydawane w Niemczech; publikujące anglojęzyczne, oryginalne raporty kliniczne oraz klinicznie istotne badania eksperymentalne; głównie dotyczące siatkówki.
Czasopismo założył w 1854 niemiecki okulista Albrecht von Gräfe (1828-1870). 
W przeszłości nazwa tego pisma brzmiała następująco:
- Archiv für Ophthalmologie (1854-1871)[1]
- Albrecht von Graefes Archiv für Ophthalmologie (1871-1965)[2][3]
- Albrecht von Graefes Archiv für klinische und experimentelle Ophthalmologie (1965-1981)[4]

Od momentu powstania do 2017 roku łącznie ukazało się 255 tomów i 1 129 wydań „Graefe's Archive" zawierających łącznie 14 546 artykułów; w tym 171 z otwartym dostępem.
Czasopismo ukazuje się współcześnie w dwóch wersjach: drukowanej (print) oraz internetowej (online); przy czym wersja online staje się coraz bardziej wiodącą. Wydawcą jest niemiecki koncern Springer Berlin Heidelberg. Liczba instytucji subskrybujących „Graefe's Archive" wynosiła 5 350 w 2008 i wzrosła do 8 005 w 2010. W tych samych latach liczba pobrań całych artykułów (ang. full-article download) w wersji online wynosiła odpowiednio: 140 750 (2008) oraz 237 479 (2010). Biorąc pod uwagę miejsca pobrań artykułów online czasopismo w 1/3 dystrybuowane jest w Europie, w 1/3 w regionie Azji i Pacyfiku oraz w 1/4 w Ameryce Północnej. Najczęściej całe artykuły online z „Graefe's Archive" pobierane są w: USA (19%), Niemczech (9%) oraz w Chinach (8%). 
Analiza geograficzna autorów zgłaszanych prac do publikacji w tym czasopiśmie wykazała w roku 2010, że wśród ogółem nadesłanych 1 055 prac 138 pochodziło z Niemiec, 128 z Chin, 99 z USA a 87 z Japonii. Autorzy z tych czterech państw stanowią połowę ogółu autorów prac ukazujących się w „Graefe's Archive"; przy czym wiodącą grupę autorów stanowią Niemcy. Ogólnie autorzy prac opublikowanych w „Graefe's Archive" pochodzą z 51 państw (2010).
Prace publikowane w tym czasopiśmie są indeksowane m.in. w Science Citation Index, Science Citation Index Expanded (SciSearch), Journal Citation Reports/Science Edition, Medline, Scopusie, EMBASE, Chemical Abstracts Service (CAS), Google Scholar, CAB International, Academic OneFile, Biological Abstracts, BIOSIS, CAB Abstracts, Current Abstracts, Current Contents/Clinical Medicine, EBSCO Academic Search oraz EBSCO Biomedical Reference Collection.
Redaktorami naczelnymi „Graefe's Archive" są: David Wong (od 2009) – profesor okulistyki związany z University of Liverpool oraz University of Hong Kong oraz Antonia M. Joussen – profesor i szef kliniki okulistyki szpitala uniwersyteckiego Charité w Berlinie.
Pismo ma współczynnik wpływu impact factor (IF) wynoszący 2,3 (2017). W międzynarodowym rankingu czasopism okulistycznych SCImago Journal Rank (SJR) mierzącym wpływ i znaczenie „Graefe's Archive" zostało sklasyfikowane w 2017 na 21. miejscu wśród czasopism z obszaru okulistyki. W polskich wykazach czasopism punktowanych przez Ministerstwo Nauki i Szkolnictwa Wyższego czasopismo otrzymywało kolejno: 25 pkt (2013), 30 pkt (2014-2016) oraz 100 pkt (2019).
„Graefe's Archive" jest oficjalnym organem szwajcarskiego Klubu Julesa Gonina skupiającego specjalistów zajmujących się schorzeniami siatkówki.